# Kőperény
Kőperény (1899-ig Ulozsa, szlovákul: Uloža, németül: Köpern) község Szlovákiában, az Eperjesi kerület Lőcsei járásában.

## Fekvése
Lőcsétől 5 km-re északkeletre fekszik.

## Története
A falu a 13. század közepén a lőcsei határban keletkezett, 1280-ban „Olusa” néven említik először, majd 1293-ban „Olus” néven tűnik fel. Nevét Göböl szász ispán özvegyétől vette, akinek birtoka volt. 1317-ben „Kipperserde” néven említik. Lőcse városhoz tartozott.
1544-ben a reformáció hatására az itteniek is az új hitre tértek. A Lőcse és Késmárk között kitört viszályban többször is kifosztották. 1553-ban az adóösszeírás szerint 4 és fél portája volt. 1603-ban 8, 1605-ben 7 ház állt a településen, melyet tűzvész pusztított, majd nemsokára a maradék rész is leégett. 1629-ben 5 adózó és 3 zsellérháza volt. 1660-ban a falu újra leégett. A tűzvészek miatt a lakosság nagy része elmenekült. 1667-ben 12 jobbágy és 12 zsellérház állt a községben. Katolikus plébániáját csak 1673-ban alapították újra. 1674-ben a lőcsei jezsuiták igazgatása alá került. 1700-ban a lőcsei káplán irányítása alá tartozott. A településnek már a középkorban is volt temploma, melyet 1754-ben bontottak le. 1772-ben 32 gazda, 4 házas zsellér és 3 ház nélküli zsellér élt a településen. A községi pecsét 1788-ból származik.
A 18. század végén Vályi András így ír róla: „ULOCZA. Köpern. Tót falu Szepes Várm. földes Ura Lőcse Városa, fekszik Zavodához nem meszsze, és annak filiája; határja hegyes.”
Fényes Elek 1851-ben kiadott geográfiai szótárában így ír a faluról: „Ulósa (Kőpern), Szepes vármegyében, tót falu, Zavada fil., 403 kath. lak. F. u. Lőcse.”
1864-ben 40 gazda és 18 zsellér élt a faluban. 1870-ben 68 háza, 1880-ban 83 háza és 423 lakosa volt. A trianoni diktátum előtt Szepes vármegye Lőcsei járásához tartozott.

## Népessége
| Év:            | 1994. | 2004.   | 2014.   | 2024.    |
| -------------- | ----- | ------- | ------- | -------- |
| Emberek száma: | 188   | 186     | 197     | 247      |
| Eltérés:       |       | -1,06 % | +5,91 % | +25,38 % |

| Év:            | 2023. | 2024.   |
| -------------- | ----- | ------- |
| Emberek száma: | 241   | 247     |
| Eltérés:       |       | +2,48 % |

1910-ben 394, túlnyomórészt szlovák lakosa volt.
2001-ben 190 lakosából 188 szlovák volt.
2011-ben 193 lakosából 187 szlovák.

## Nevezetességei
- A Fájdalmas Szűzanya tiszteletére szentelt, római katolikus temploma a 18. század első felében épült régebbi alapokon.